# Catedral de Nuestra Señora (Wetzlar)

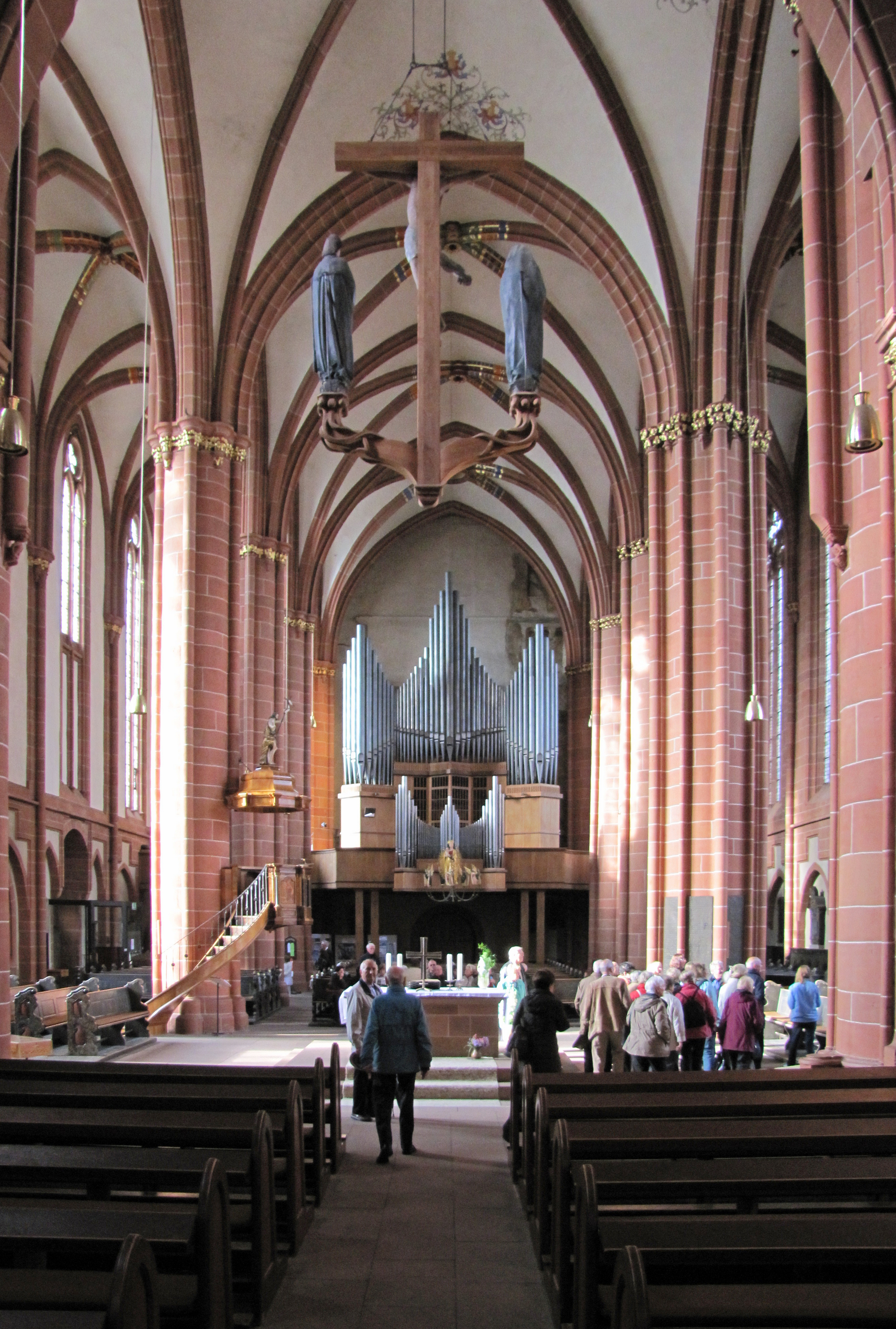
Vista interior

La catedral de Wetzlar (en alemán: Wetzlarer Dom), también catedral de Nuestra Señora (en alemán: Dom Unserer Lieben Frau), es el mayor edificio sacro de la ciudad de Wetzlar  —situada a orillas del río Lahn a unos 50 km al norte de Frankfurt, en Hesse, Alemania— y, al mismo tiempo, uno de sus hitos  y principal atracción turística del centro histórico. No es una catedral en el sentido estricto de la palabra, ya que nunca fue la sede de un obispo católico. La designación de dom (iglesia) —cualquier gran iglesia, en general de origen medieval— se estableció a fines del siglo XVII después de que el arzobispo elector Karl Kaspar von der Leyen también asumiera el cargo de preboste en 1671. Debido a su largo período de construcción, la iglesia combina arquitectura románica, gótica y barroca.
En 897, Rodolfo I, obispo de Würzburgo, consagró una Iglesia Salvator en sustitución de una iglesia más antigua en el mismo lugar. A principios del siglo X se convirtió en Colegiata dedicada a Santa María. Hacia 1170 la iglesia fue reconstruida como basílica románica con dos agujas occidentales. Partes del portal occidental todavía son visibles en el edificio contemporáneo. En 1230 comenzó una reconstrucción y ampliación que duró hasta 1490,  transformándola en una iglesia de salón gótica con dos torres. lo que generalmente se hacía construyendo lo nuevo alrededor de lo existente que aún no se había eliminado. Una característica especial en Wetzlar es que ese edificio primitivo se conservó parcialmente en la fase de renovación. Se inició la construcción de la aguja norte, pero se abandonó mucho antes de su finalización. El empinado pináculo de la torre sur estaba hecho de madera y fue destruido por un incendio en 1561. Fue reemplazado por el techo de la torre barroca que aún se conserva en la actualidad. La construcción aún no está acabada, ya que la fachada occidental sigue sin tener su campanario norte.
La catedral de Wetzlar es ahora la iglesia simultánea y es, desde el siglo XVI, una de las iglesias más antiguas de Alemania que comparten católicos y luteranos, cuyas congregaciones forman hoy la diócesis católica de Limburgo y la Iglesia Evangélica de Renania, respectivamente.